# Ferrari F310
Der Ferrari F310 war ein Formel-1-Rennwagen, mit dem die italienische Scuderia Ferrari an der Saison 1996 teilnahm. Der Wagen markierte einen Wendepunkt in der Geschichte des Rennstalls: Er war der letzte von John Barnard gestaltete Ferrari-Rennwagen und das erste Formel-1-Auto des Teams, das von einem Zehnzylindermotor angetrieben wurde. Mit ihm begann zudem die sogenannte Schumacher-Ära bei Ferrari. Eine überarbeitete, nach allgemeiner Ansicht effizientere Version des Autos erschien im folgenden Jahr unter der Bezeichnung Ferrari F310B.

## Hintergrund
Nachdem die Scuderia Ferrari 1979 mit Jody Scheckter die Weltmeisterschaft gewonnen hatte, agierte das Team aus Maranello eineinhalb Jahrzehnte lang in relativer Erfolglosigkeit. Ferrari gewann zwar noch zweimal die Konstrukteursmeisterschaft (1982 und 1983); der Titel des Fahrerweltmeisters ging ab 1980 aber regelmäßig an Piloten anderer Teams. 1991, 1992 und 1993 gewann Ferrari kein Rennen, 1994 und 1995 gab es jeweils einen Sieg.
Zu Beginn der 1990er-Jahre leitete Ferraris damaliger Vorstandsvorsitzender Luca di Montezemolo einen sportlichen Neuanfang ein, zu dem die erneute Verpflichtung des britischen Konstrukteurs John Barnard 1993 und – ab 1996 – das Engagement des zweifachen Weltmeisters Michael Schumacher gehörte. Gianni Agnelli, geschäftsführender Gesellschafter von Ferraris Mutterkonzern Fiat, billigte diesen Prozess ausdrücklich und erklärte bei der Vorstellung des F310 am 15. Februar 1996: „Wenn Ferrari mit Schumacher nicht gewinnt, ist es allein unsere Schuld.“
Im Laufe der Saison 1996 begann Ferrari, die technische Entwicklung des Chassis, die zuvor in Großbritannien in dem von John Barnard geleiteten Betrieb Ferrari Design & Development stattgefunden hatte, nach Maranello zurückzuholen. Da Barnard nicht bereit war, nach Italien zu ziehen, löste Ferrari den Vertrag mit Barnard zum Jahresende 1996 auf. An seine Stelle traten Rory Byrne und Ross Brawn, die ab 1992 bereits bei Benetton mit Michael Schumacher zusammengearbeitet und dort den Grundstein für seine zwei ersten Weltmeistertitel gelegt hatten.

## Technik

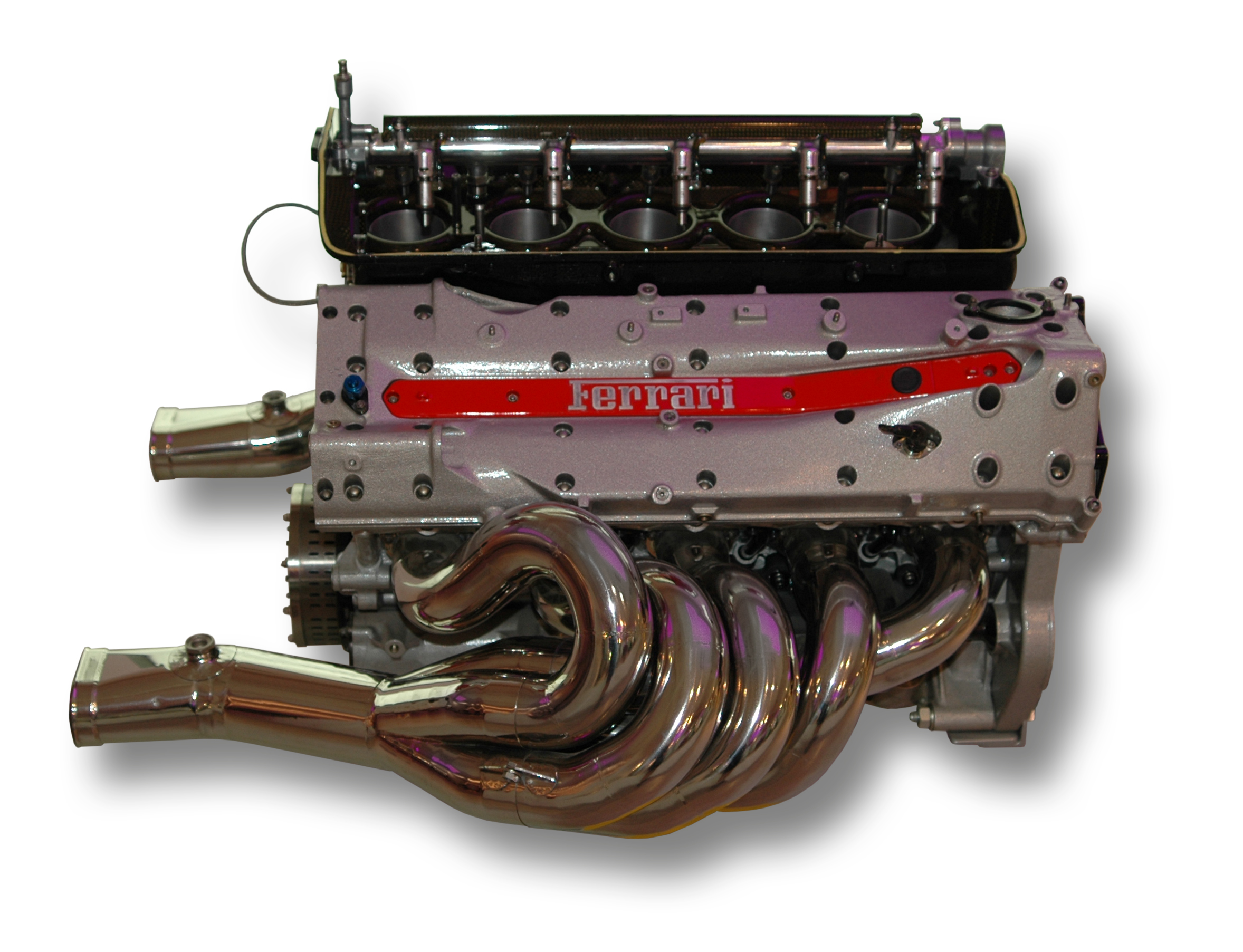
Ferrari Tippo 046-2

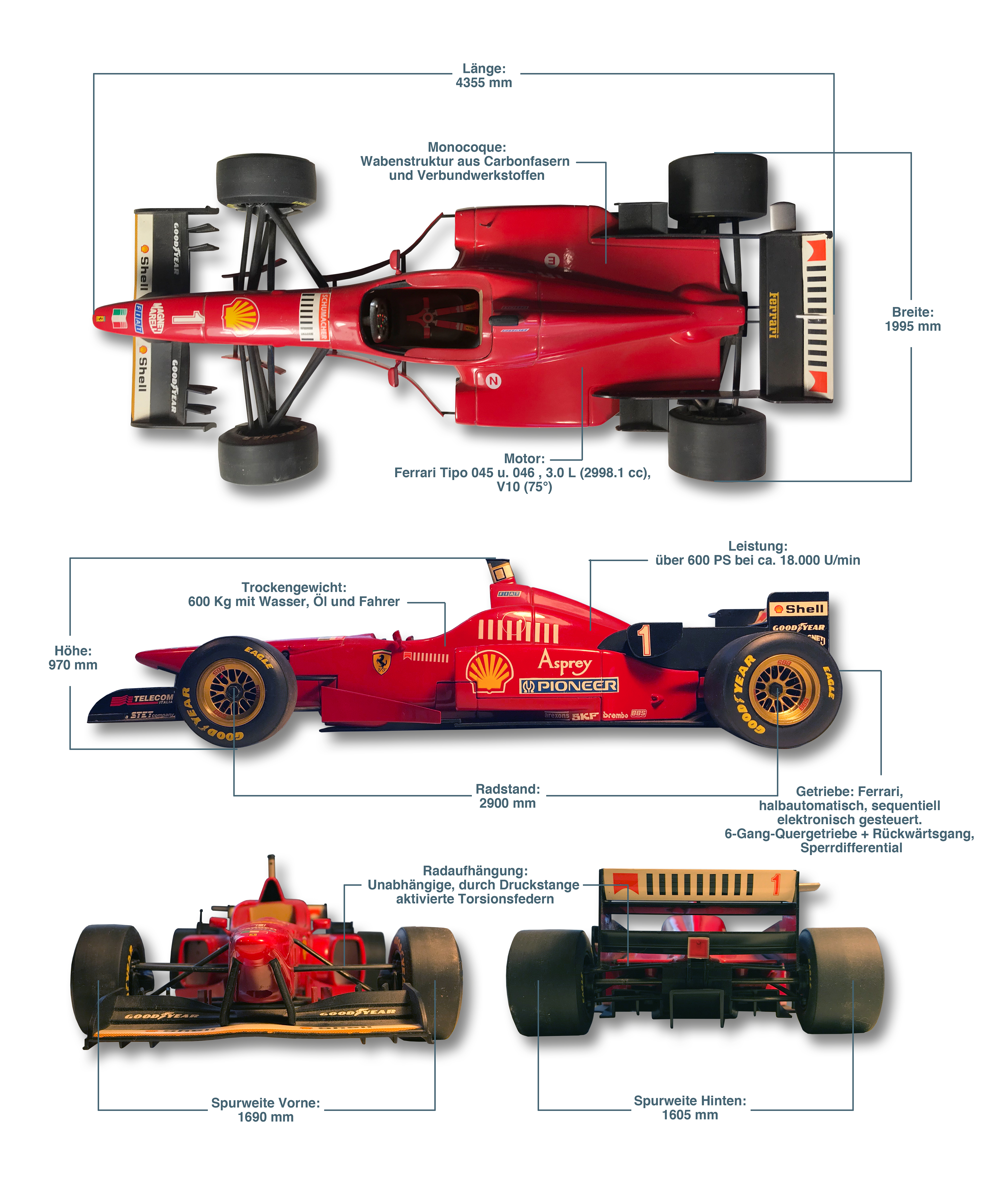
Basis-Informationen zum Ferrari Ferrari F310 anhand eines 1:18 Modellautos

Verantwortliche Konstrukteure des Ferrari F310 waren John Barnard und Willem Toet. Im Frühjahr 1996 trat Gustav Brunner ins Designteam ein; er überwachte die erste Überarbeitung des F310.
Der F310 war vollständig neu konstruiert, er hatte keine technische Ähnlichkeit mit den Modellen früherer Jahre. Auch die Aerodynamik entstand in Großbritannien. Bei seiner Präsentation hatte der F310 als einziges Auto der Saison keine hochgestellte Fahrzeugnase, sondern eine zum Frontflügel hin abfallende Frontpartie. In dieser Form bestritt der F310 die ersten Saisonrennen. Ab dem Großen Preis von Kanada übernahm auch Ferrari das Konzept der Hochnase, das Tyrrell 1990 mit dem 019 eingeführt hatte und das sich in den ersten Jahren der 1990er-Jahre als erfolgversprechende aerodynamische Lösung durchgesetzt hatte. Am F310 harmonierte die Hochnase allerdings nicht mit dem Fahrzeugrumpf, sodass die erhoffte Verbesserung der Aerodynamik nur in eingeschränktem Maße eintrat. Auffälliges Designmerkmal war die sehr hohe Cockpiteinfassung, die die neu in Kraft getretenen Sicherheitsbestimmungen umsetzen sollte. Sie wurde allgemein als klobig empfunden.
Wie das Chassis war auch der Motor des F310 vollständig neu. Ferrari wandte sich als letzter Motorenhersteller der Formel 1 von dem Konzept des Zwölfzylindermotors ab, das das Team bei Saugmotoren seit dem erstmals 1964 eingesetzten 1512 mehr als 30 Jahre lang verfolgt hatte. Der neue, unter der Leitung von Gilles Simon konzipierte Motor vom Typ 046/1 hatte zehn Zylinder in V-Anordnung. Die Vorteile des Zehnzylinderkonzepts waren der gegenüber Zwölfzylindern geringere Kraftstoffverbrauch, ferner war der Motor leichter und brauchte weniger Kühlung, was eine aerodynamisch günstigere Gestaltung der Kühllufteinlässe zuließ. Der Bankwinkel des 046/1 betrug 75 Grad, der Hubraum belief sich auf 2998,1 cm³. Die Zylinderabmessungen des 046/1 entsprachen denen des 1994 eingesetzten 3,5 Liter großen Zwölfzylinders vom Typ 043. Ferrari entwickelte auch eine Version mit kurzem Hub, die allerdings weniger belastbar war und nur einmal – beim Qualifying zum Großen Preis von San Marino – eingesetzt wurde. Wie sein Vorgänger hatte der 046/1 vier Ventile pro Zylinder. Die Leistung des Motors wurde im Renntrimm auf 529 kW (720 PS) geschätzt. Demnach war der 046/1 nach dem bei Williams und Benetton verwendeten RS8B von Renault der zweitstärkste Motor im Starterfeld.
Auch das Getriebe war eine Neukonstruktion. Es hatte in der Basisversion sechs Gänge, die elektronisch geschaltet wurden. Im Laufe des Jahres entstand auch eine weiterentwickelte Version mit sieben Gängen. Das Getriebegehäuse hatte Bestandteile aus Titan und Kunststoff. Es erwies sich beim ersten Renneinsatz in Australien als undicht, sodass Ferrari bei den folgenden Rennen in Brasilien und Argentinien das Getriebe des letztjährigen Modells 412T2 verwendete. Um das Getriebe im Auto unterzubringen, musste die Hinterradaufhängung des Vorjahresmodells eingebaut werden. In dieser Version war der F310 aerodynamisch problematisch.

## Sponsoren
Größter Sponsor der Scuderia Ferrari war wie in den Jahren zuvor der Tabakkonzern Philip Morris International, der mit seiner Zigarettenmarke Marlboro auf dem Heckflügel und seitlich auf der Motorabdeckung warb. Namenssponsor war Marlboro allerdings nicht. Das zu dieser Zeit beginnende Tabakwerbeverbot in der F1, zwang die Teams bei einigen Rennen in Ländern, in denen das Verbot schon griff, auf teilweise recht kreative Änderungen der bestehenden Brandings auszuweichen. Weitere größere Geldgeber waren der Unterhaltungselektronikhersteller Pioneer und das Mineralölunternehmen Royal Dutch Shell, das 1996 erstmals bei Ferrari unter Vertrag stand, nachdem das Team den langjährigen Vertrag mit Agip gekündigt hatte.

## Fahrer
Mit Michael Schumacher, der als amtierender Weltmeister vom Team Benetton kam, und Eddie Irvine der von Jordan Grand Prix wechselte, verpflichtete Ferrari zwei neue Fahrer. Test- und Ersatzpilot war, wie schon im Vorjahr Nicola Larini.

## Renneinsätze
Der Ferrari F310 war technisch unzuverlässig. Zahlreiche Ausfälle waren auf technische Defekte zurückzuführen. Auch wenn er funktionierte, kam der F310 nicht an das Leistungsniveau des aerodynamisch ausgefeilten und mit einem sehr starken Motor ausgestatteten Williams FW18 heran, der 12 von 16 Rennen des Jahres gewann.
Schumacher stand viermal auf der Pole-Position. Er gewann 1996 mit den Großen Preisen von Spanien, Belgien und Italien drei Saisonrennen, wurde dreimal Zweiter und fiel fünfmal aus. In Frankreich kam es nicht einmal zu einer Rennteilnahme: Der Ferrari-Motor platzte bereits in der Einführungsrunde vor dem Start. In der ersten Hälfte der Saison litt Schumacher auch unter Kupplungsproblemen. Eine schlecht greifende Kupplung war auf dem Nürburgring sowie in Imola, Monaco, Spanien und Kanada für schlechte Starts verantwortlich, in deren Folge Schumacher jeweils mehrere Plätze einbüßte. Das Problem löste sich erst im Sommer 1996, als Ferrari auf eine Kupplung von Fichtel & Sachs umstellte.
Eddie Irvine beendete das Auftaktrennen in Australien als Dritter. Danach kam er noch fünfmal außerhalb der Podiumsplätze, teilweise aber in den Punkten ins Ziel. Ihn trafen die technisch bedingten Ausfälle härter als Schumacher. Beginnend mit dem Großen Preis von Spanien, den sein Teamkollege gewann, fiel Irvine achtmal in Folge aus, davon alleine von Frankreich bis Belgien fünfmal hintereinander durch Probleme mit dem Getriebe. Viermal schied Irvine allerdings auch durch Fahrfehler bzw. Unfälle aus.
Am Saisonende belegte Ferrari mit 70 Punkten Rang zwei der Konstrukteurswertung. Der Rückstand auf Williams, dem Gewinner der Konstrukteursmeisterschaft, betrug 105 Punkte.

## Rennergebnisse
| Fahrer               | Nr.                  | 1   | 2 | 3   | 4   | 5 | 6   | 7   | 8   | 9   | 10  | 11  | 12  | 13  | 14  | 15 | 16  | Punkte | Rang |
| -------------------- | -------------------- | --- | - | --- | --- | - | --- | --- | --- | --- | --- | --- | --- | --- | --- | -- | --- | ------ | ---- |
| Formel-1-Saison 1996 | Formel-1-Saison 1996 |     |   |     |     |   |     |     |     |     |     |     |     |     |     |    |     | 70     | 2.   |
| Michael Schumacher   | 1                    | DNF | 3 | DNF | 2   | 2 | DNF | 1   | DNF | DNS | DNF | 4   | 9*  | 1   | 1   | 3  | 2   | 70     | 2.   |
| Eddie Irvine         | 2                    | 3   | 7 | 5   | DNF | 4 | 7*  | DNF | DNF | DNF | DNF | DNF | DNF | DNF | DNF | 5  | DNF | 70     | 2.   |

| Legende  | Legende            | Legende                                                          |
| Farbe    | Abkürzung          | Bedeutung                                                        |
| -------- | ------------------ | ---------------------------------------------------------------- |
| Gold     | –                  | Sieg                                                             |
| Silber   | –                  | 2. Platz                                                         |
| Bronze   | –                  | 3. Platz                                                         |
| Grün     | –                  | Platzierung in den Punkten                                       |
| Blau     | –                  | Klassifiziert außerhalb der Punkteränge                          |
| Violett  | DNF                | Rennen nicht beendet (did not finish)                            |
| Violett  | NC                 | nicht klassifiziert (not classified)                             |
| Rot      | DNQ                | nicht qualifiziert (did not qualify)                             |
| Rot      | DNPQ               | in Vorqualifikation gescheitert (did not pre-qualify)            |
| Schwarz  | DSQ                | disqualifiziert (disqualified)                                   |
| Weiß     | DNS                | nicht am Start (did not start)                                   |
| Weiß     | WD                 | zurückgezogen (withdrawn)                                        |
| Hellblau | PO                 | nur am Training teilgenommen (practiced only)                    |
| Hellblau | TD                 | Freitags-Testfahrer (test driver)                                |
| ohne     | DNP                | nicht am Training teilgenommen (did not practice)                |
| ohne     | INJ                | verletzt oder krank (injured)                                    |
| ohne     | EX                 | ausgeschlossen (excluded)                                        |
| ohne     | DNA                | nicht erschienen (did not arrive)                                |
| ohne     | C                  | Rennen abgesagt (cancelled)                                      |
| ohne     | keine WM-Teilnahme |                                                                  |
| sonstige | P/fett             | Pole-Position                                                    |
| sonstige | 1/2/3/4/5/6/7/8    | Punktplatzierung im Sprint-/Qualifikationsrennen                 |
| sonstige | SR/kursiv          | Schnellste Rennrunde                                             |
| sonstige | *                  | nicht im Ziel, aufgrund der zurückgelegten Distanz aber gewertet |
| sonstige | ()                 | Streichresultate                                                 |
| sonstige | unterstrichen      | Führender in der Gesamtwertung                                   |

## Galerie

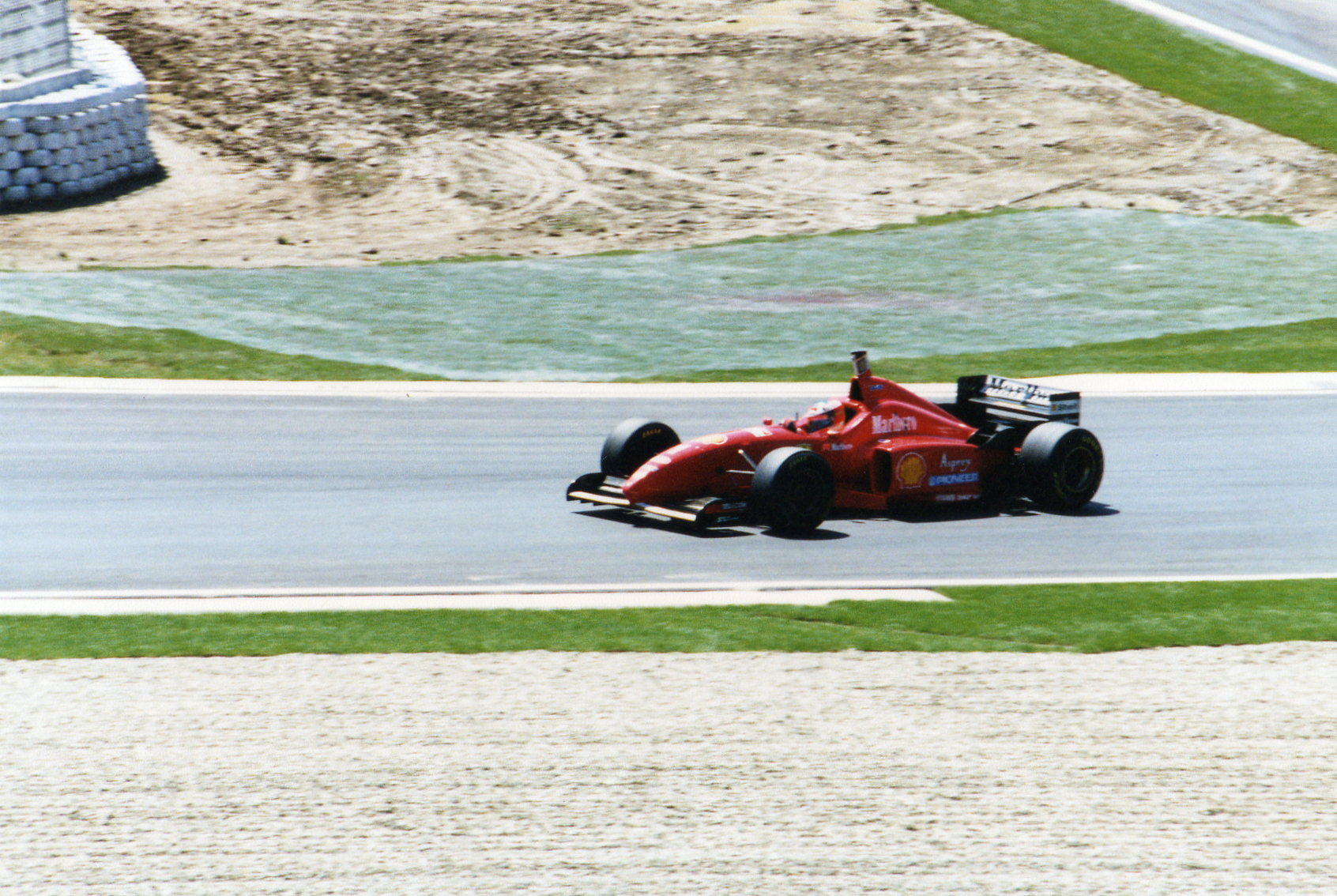
Michael Schumacher im Ferrari F310 beim Preis von San Marino 1996
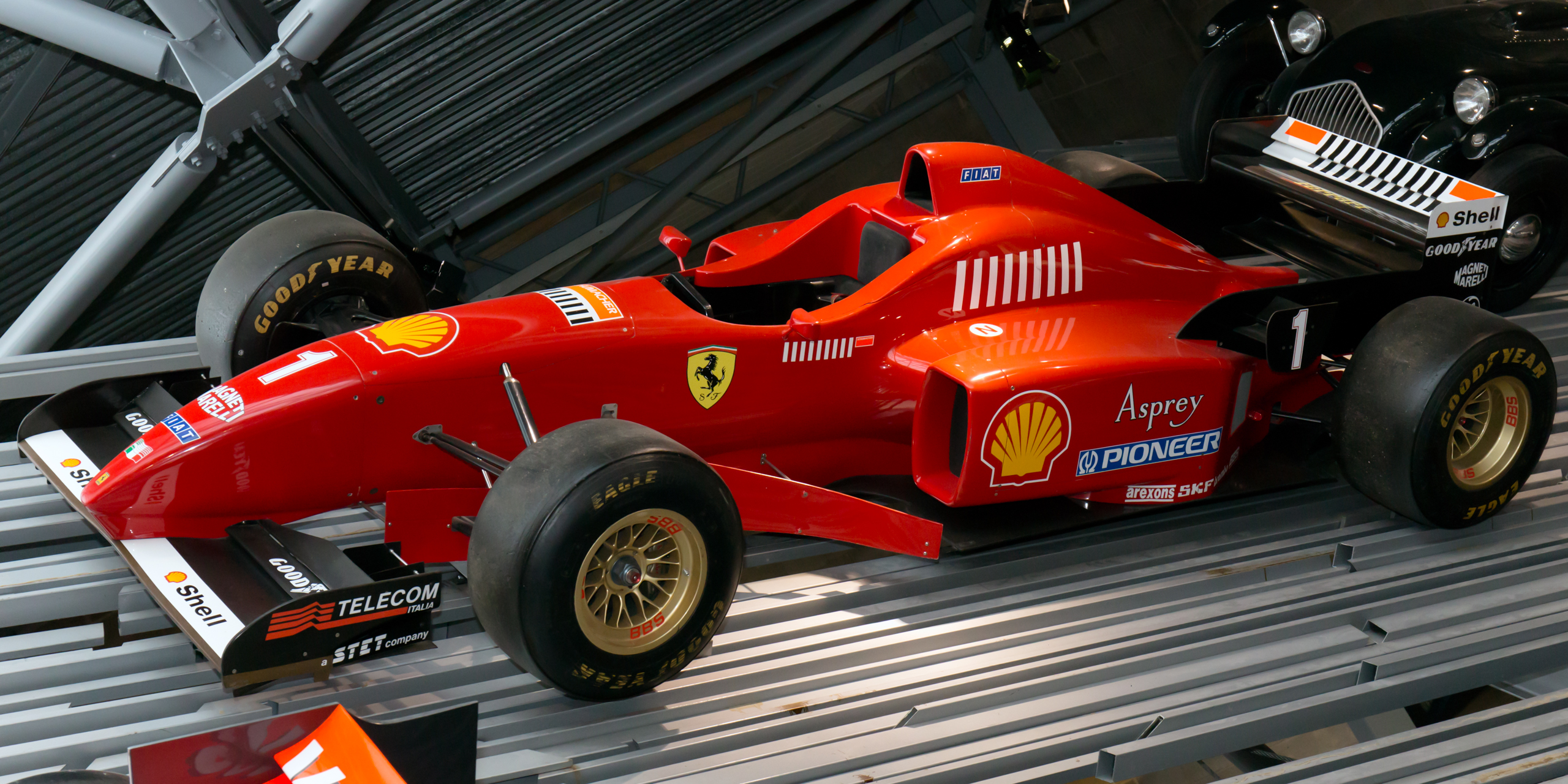
Ferrari F310 (National Motor Museum, Beaulieu)
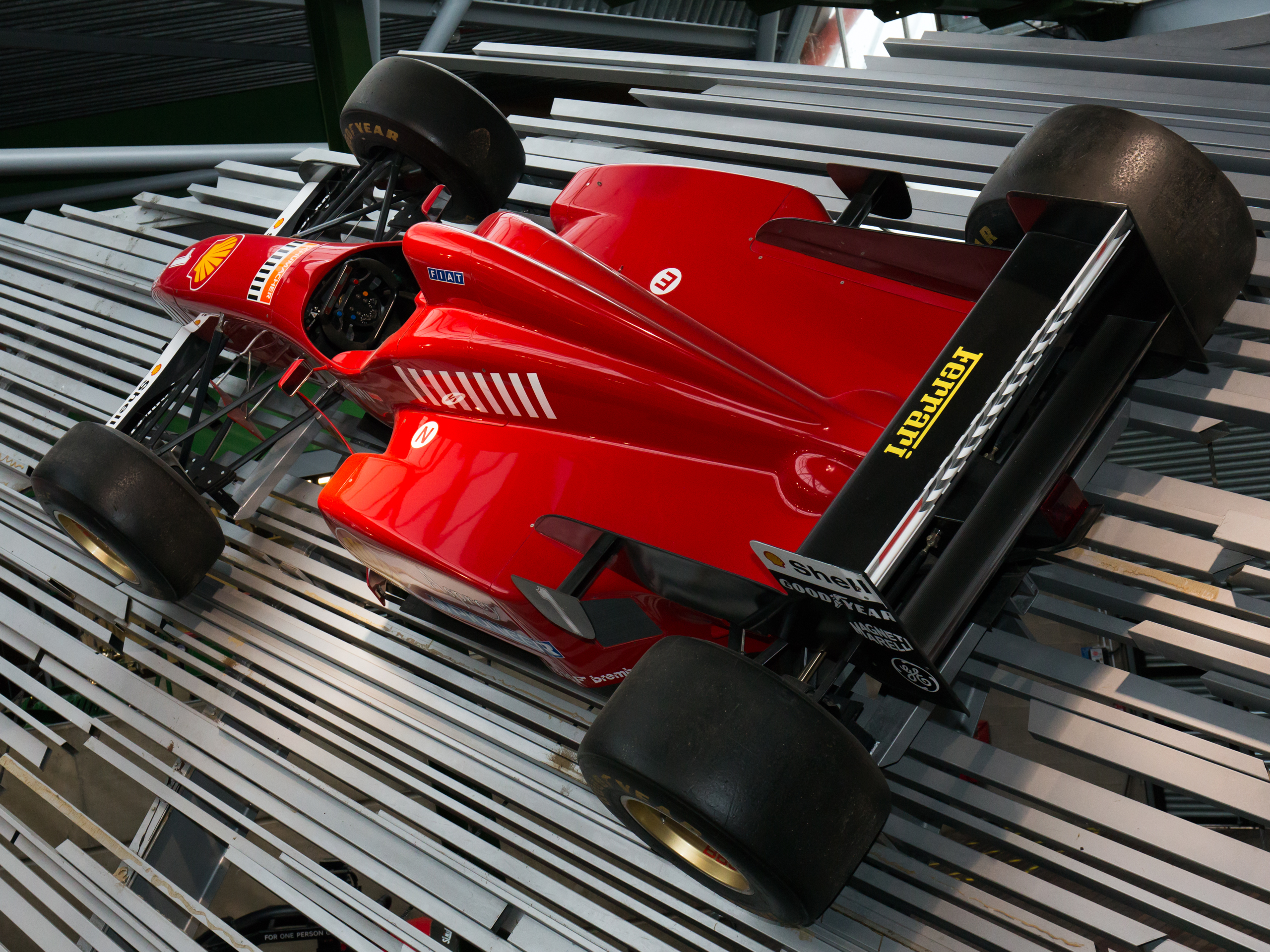
Ferrari F310
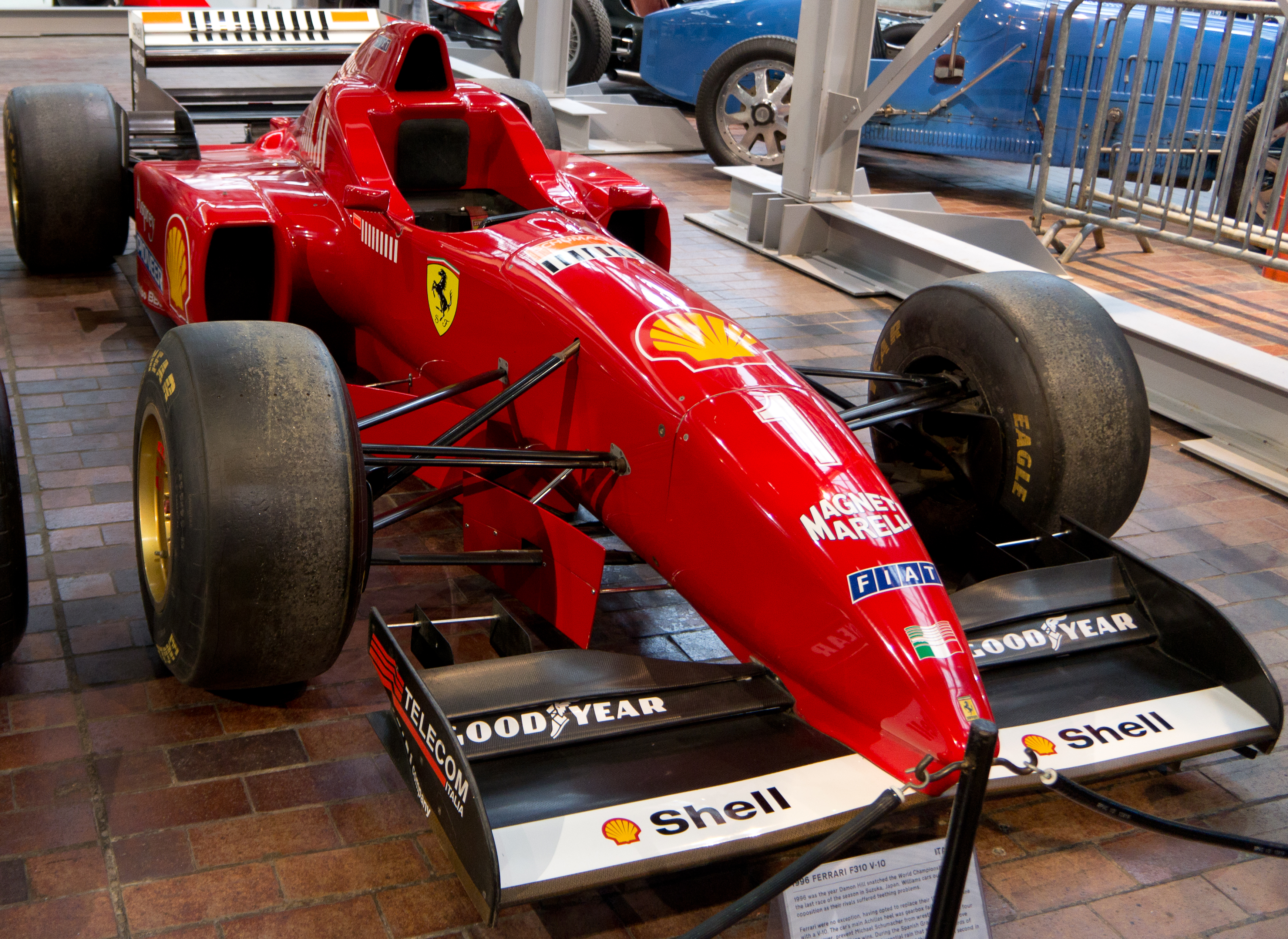
Frontansicht des Ferrari F310 (low nose)
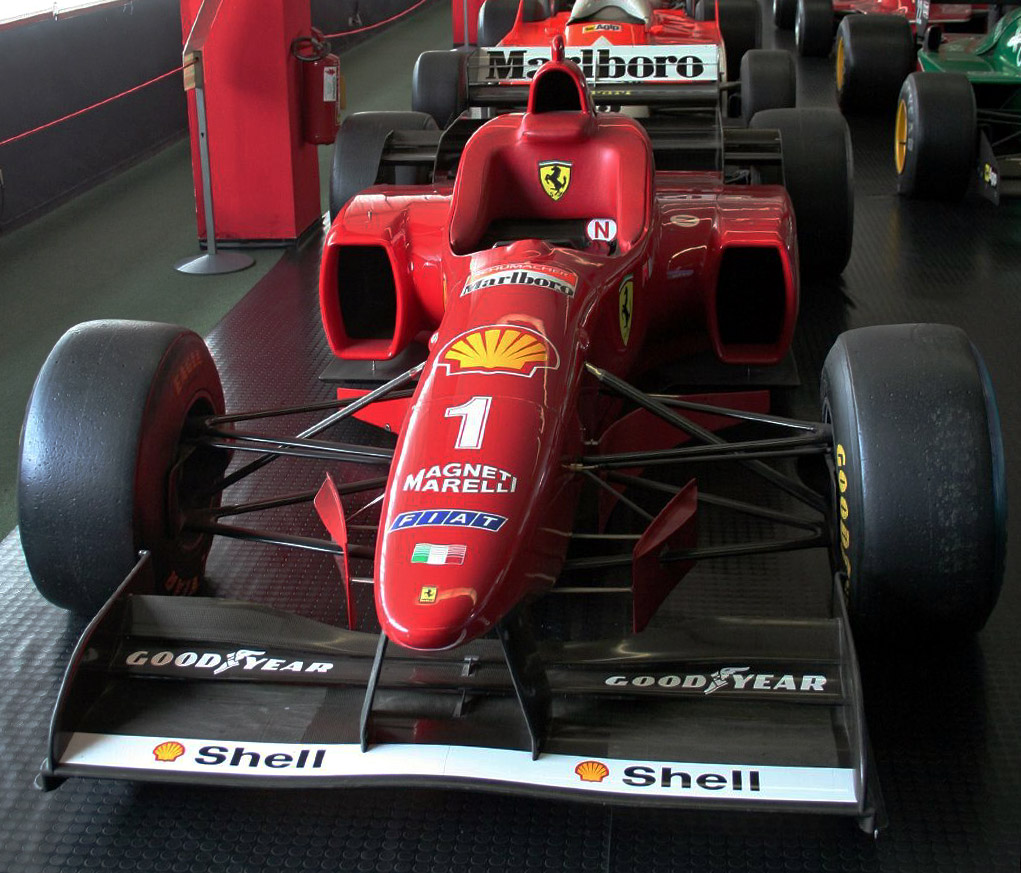
Frontansicht des Ferrari F310 (high nose)
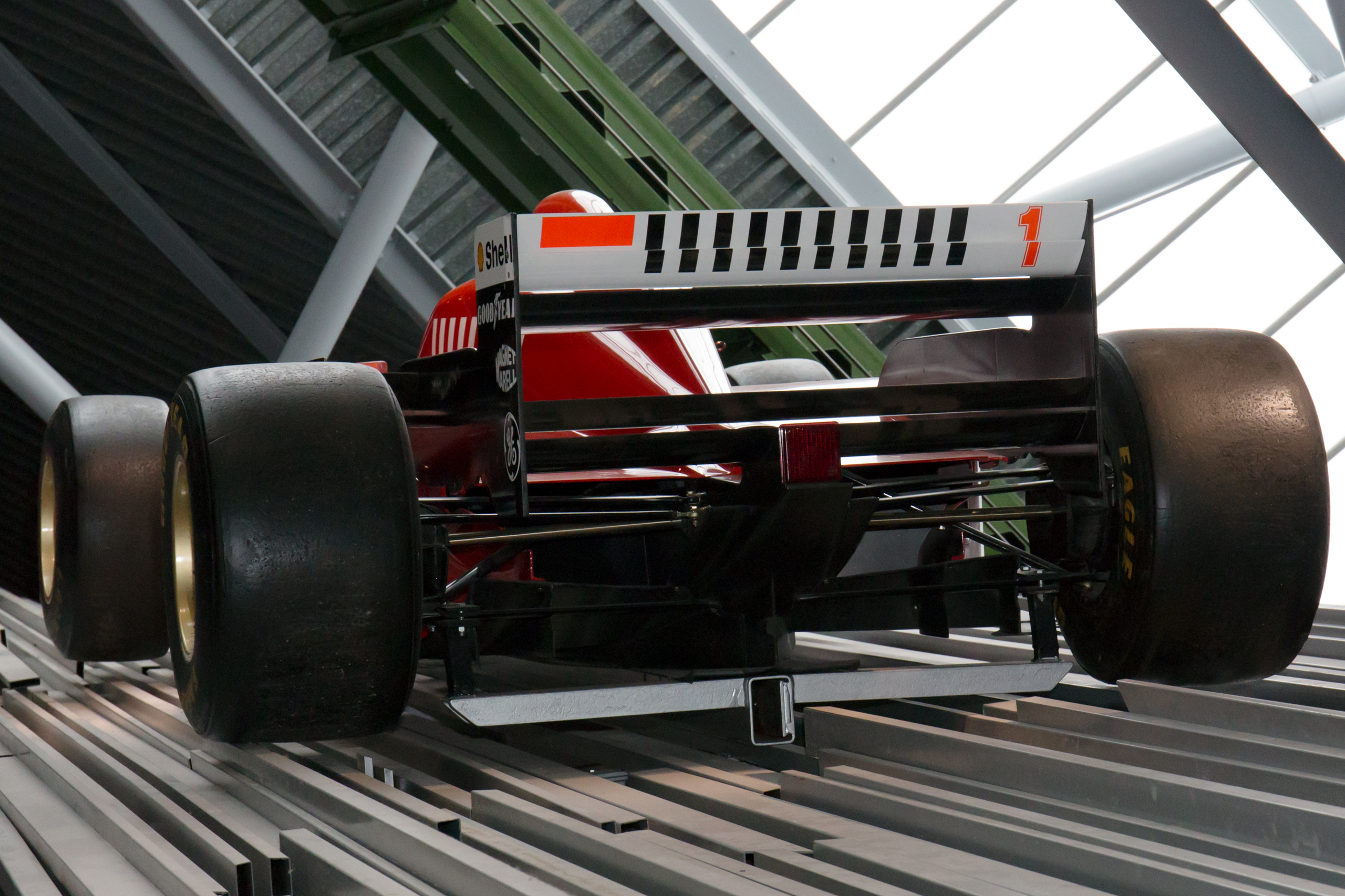
Heckansicht des Ferrari F310
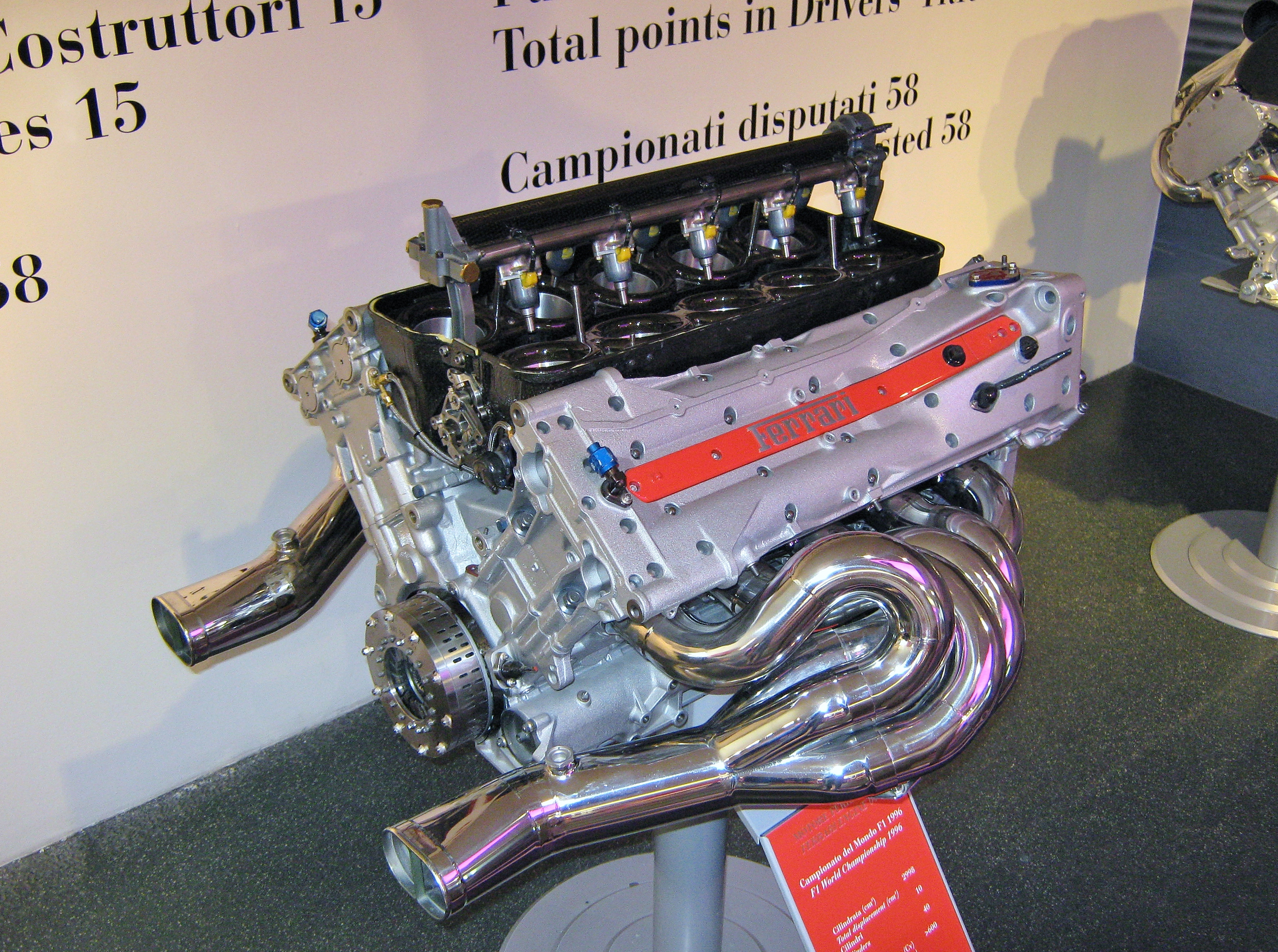
Motor (Ferrari Tipo 046) des Ferrari F310